# Bulletje en Bonestaak
Bulletje en Bonestaak (destijds: De wereldreis van Bulletje en Boonestaak) was een van de eerste Nederlandse strips die een groot succes kenden.
Van 2 mei 1922 tot en met 17 november 1937 verscheen deze socialistisch geëngageerde tekststrip, getekend door de in 1914 voor de Eerste Wereldoorlog uit België gevluchte Vlaming George van Raemdonck en met teksten van de bekende schrijver A.M. de Jong, in de Nederlandse kranten Het Volk en later ook Voorwaarts. Bulletje en Bonestaak werden de favorieten van socialistisch Nederland en het succes berustte mede op het feit dat de makers geen zoetsappige pedagogische verhaallijn inbouwden. Het was dan ook de eerste strip waartegen moralisten waarschuwden. Het beeldverhaal werd als zedenbedervend beschouwd, aangezien de stripfiguren scholden, kotsten en soms zelfs in hun blote billen liepen. Latere uitgaven werden dan ook meestal in gecensureerde vorm uitgebracht.
De daarnaast uitgegeven boekjes (66 zijn bekend) kwamen tot een totale oplage van 176.441. Bulletje en Bonestaak verscheen als eerste Nederlandse strip in 1924 in een andere taal (Duits) en daarna in 1926 ook in het Frans (Fil de Fer et Boule de Gomme).

## Prijs
De Bulletje en Boonestaakschaal, een prijs voor stripauteurs, is naar dit duo vernoemd.

## Afleveringen
1. Ontmoeting met Jopie Slim en Dikkie Bigmans (nr. 1-90)
2. Ouwe Hein's eerste schipbreuk (nr. 91-182)
3. Ouwe Hein onder de zeerovers (nr. 183-274)
4. Avonturen in New York (nr. 275-366)
5. Naar het midden-westen (nr. 367-459)
6. Ouwe Dick en de bende van Zwarte Jack 5 (nr. 460-551)
7. Ned's avonturen in Alaska (nr. 552-643)
8. Paardendiefstal op de farm (nr. 644-735)
9. Weer aan boord van de Herkules (nr. 736-827)
10. Ouwe Hein onder de ijsberen (nr. 828-941)
11. De onderwerping van de menseneter (nr. 942-1044)
12. De vertellingen van de menseneter (nr. 1045-1146)
13. Hoe Bulletje en Bonestaak de bewoonde wereld terugvinden (nr. 1147-1248)
14. Alle raadselen opgelost (nr. 1249-1329)
15. Ouwe Hein's wonderbaarlijke reis door het luchtruim (nr. 1330-1438)
16. Het Neptunusfeest op de Herkules (nr. 1439-1566)
17. Ouwe Hein's avonturen onder de Barbarijse zeerovers in de Sargassozee (nr. 1567-1664)
18. Ouwe Hein's wonderbare thuiskomst (nr. 1665-1769)
19. Van oorlogje spelen en heldendom (nr. 1770-1888)
20. Bulletje en Bonestaak in Brazilië (nr. 1889-1978)
21. Met Braziliaanse oceaanvliegers naar Florida (nr. 1979-2085)
22. Landing op Schiphol (nr. 2086-2186)
23. Muiterij op de Herkules (nr. 2187-2292)
24. Ouwe Hein in Eldorado (nr. 2293-2403)
25. Jacht op het goud van Ouwe Hein (nr. 2404-2499)
26. Ouwe Hein wordt president van Brazilië (nr. 2500-2600)
27. Een orkaan teistert de Herkules (nr. 1-99, nieuwe telling)
28. Reparatie in Californië (nr. 100-195)
29. Scheepshond Nero maakt de stad onveilig (nr. 196-295)
30. Roodkapje, Nero en de boze wolf (nr. 296-391)
31. Ouwe Hein in China (nr. 392-488)
32. Kamperen in Californië (nr. 489-587)
33. De eerste reis van Sinbad de Zeeman (nr. 588-685)
34. Ontmoeting met Tom Mix (nr. 686-781)
35. De tweede reis van Sinbad de Zeeman (nr. 782-883)
36. Tom Mix, de Lange Kogelspuwer (nr. 884-982)
37. Ouwe Hein onder de reuzen van Afrika (nr. 984-1085)
38. De derde reis van Sinbad de Zeeman (nr. 1086-1191)
39. De Sioux roken de vredespijp met de Commanchen (nr. 1192-1297)
40. De vierde reis van Sinbad de Zeeman (nr. 1298-1400)
41. Tom Mix in Mexico (nr. 1401-1509)
42. Tom Mix in het Dal der Gelukzaligen (1510-1615)
43. De lange vijfde reis van Sinbad de Zeeman (1616-1721)
44. Ouwe Hein als oesterduiker (nr. 1722-1828)